# Lotononis schonfelderi
Lotononis schonfelderi är en ärtväxtart som först beskrevs av Hermann Merxmüller och Annelis Schreiber, och fick sitt nu gällande namn av Annelis Schreiber. Lotononis schonfelderi ingår i släktet Lotononis och familjen ärtväxter. Inga underarter finns listade i Catalogue of Life.